# Landesamt für Zentrale Polizeiliche Dienste

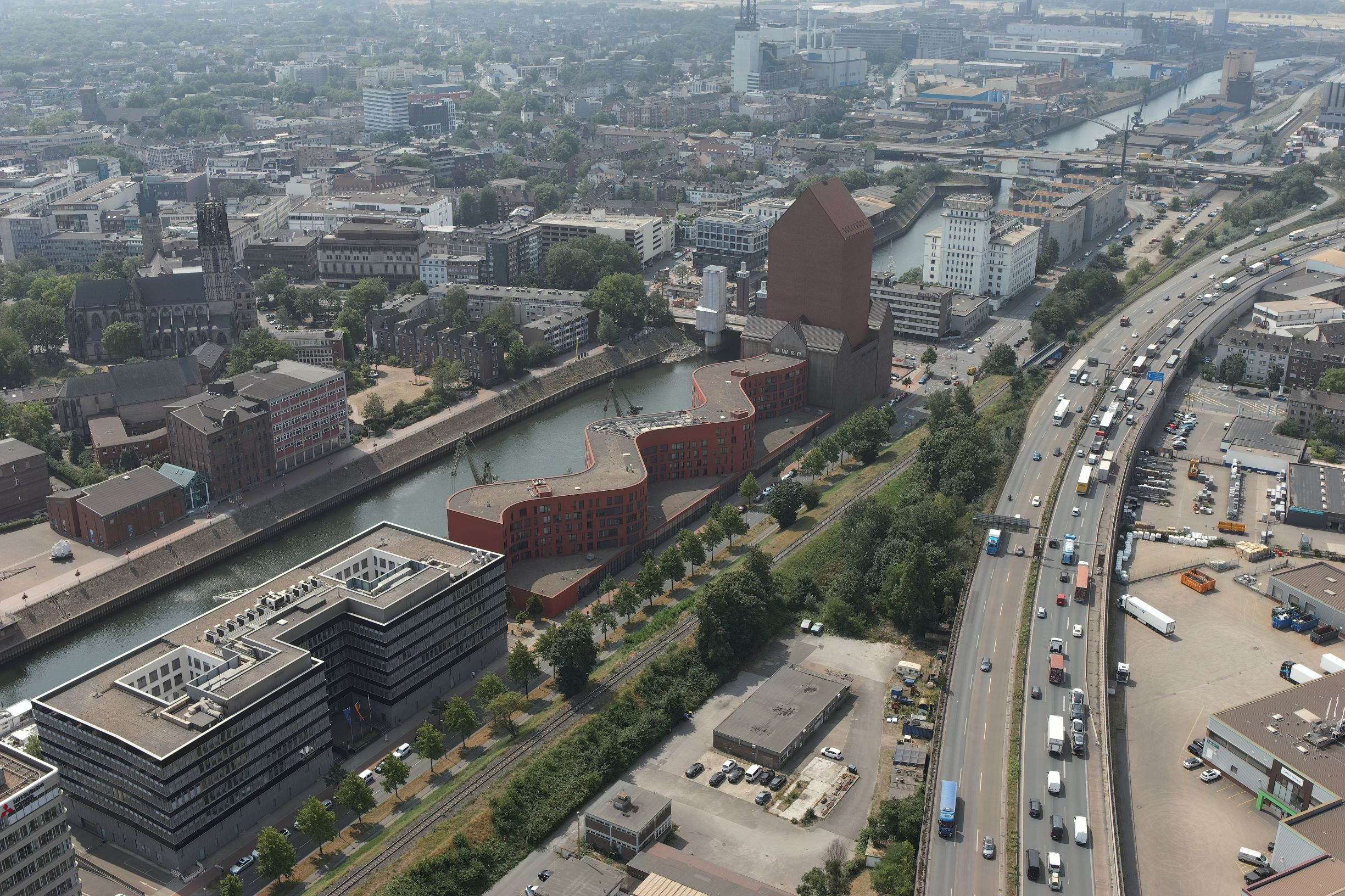
Gebäude des LZPD NRW in Duisburg

Das Landesamt für Zentrale Polizeiliche Dienste (LZPD NRW) mit Sitz in Duisburg ist eine Landesoberbehörde des Landes Nordrhein-Westfalen, in der unterschiedliche Aufgaben der Polizei Nordrhein-Westfalen gebündelt sind. Die Behörde erbringt Dienstleistungen für die Polizei des Landes. Dabei arbeitet sie mit den Landesoberbehörden Landesamt für Ausbildung, Fortbildung und Personalangelegenheiten der Polizei NRW (LAFP) und Landeskriminalamt Nordrhein-Westfalen (LKA NRW) zusammen.

## Geschichte
Die Polizei in Nordrhein-Westfalen gliederte sich 1951 neu. Unter anderem wurde die Landeseinrichtung „Fernmeldedienst der Polizei NRW“ (FMD) gegründet. Der Fernmeldedienst und die Datenverarbeitungsabteilung des Landeskriminalamtes Nordrhein-Westfalen wurden 1989 in der neuen Polizeibehörde „Zentrale Polizeitechnische Dienste NRW“ (ZPD NRW) zusammengefasst. Sie bündelte die Arbeitsbereiche der Telekommunikations- und Informationstechnik mit 342 Beschäftigten, die an vier Standorten in Düsseldorf und in Niederlassungen in Bochum, Brühl, Linnich, Selm und Wuppertal arbeiteten. 1995 erfolgte die Eingliederung der Polizeibeschaffungsstelle.
Die ZPD NRW wurde 2007 zum „Landesamt für Zentrale Polizeiliche Dienste NRW“ (LZPD NRW) mit 1022 Mitarbeitenden. 600 von ihnen zogen in das neu errichtete Mutterhaus im Duisburger Innenhafen an der Schifferstraße. Aufgaben aus dem Einsatzbereich des LKA NRW, beispielsweise die Polizeifliegerstaffel, aber auch die polizeilichen Aufgaben der Bezirksregierung, wurden dem LZPD NRW übertragen. Das LZPD NRW bezog 2012 an der Schifferstraße ein weiteres Gebäude im Duisburger Innenhafen und beherbergt mit der Landesleitstelle eine der modernsten Leitstellen Europas. 2022 erfolgte die Einweihung des Innovation Labs in Duisburg durch den nordrhein-westfälischen Innenminister Herbert Reul.

## Aufgaben

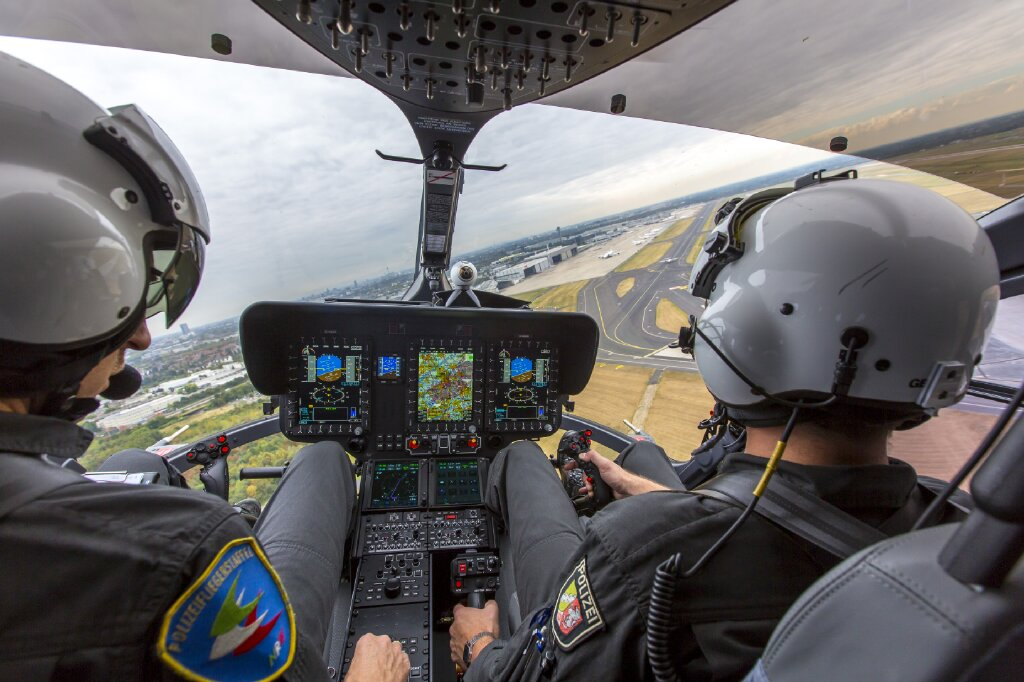
Polizeifliegerstaffel im Einsatz

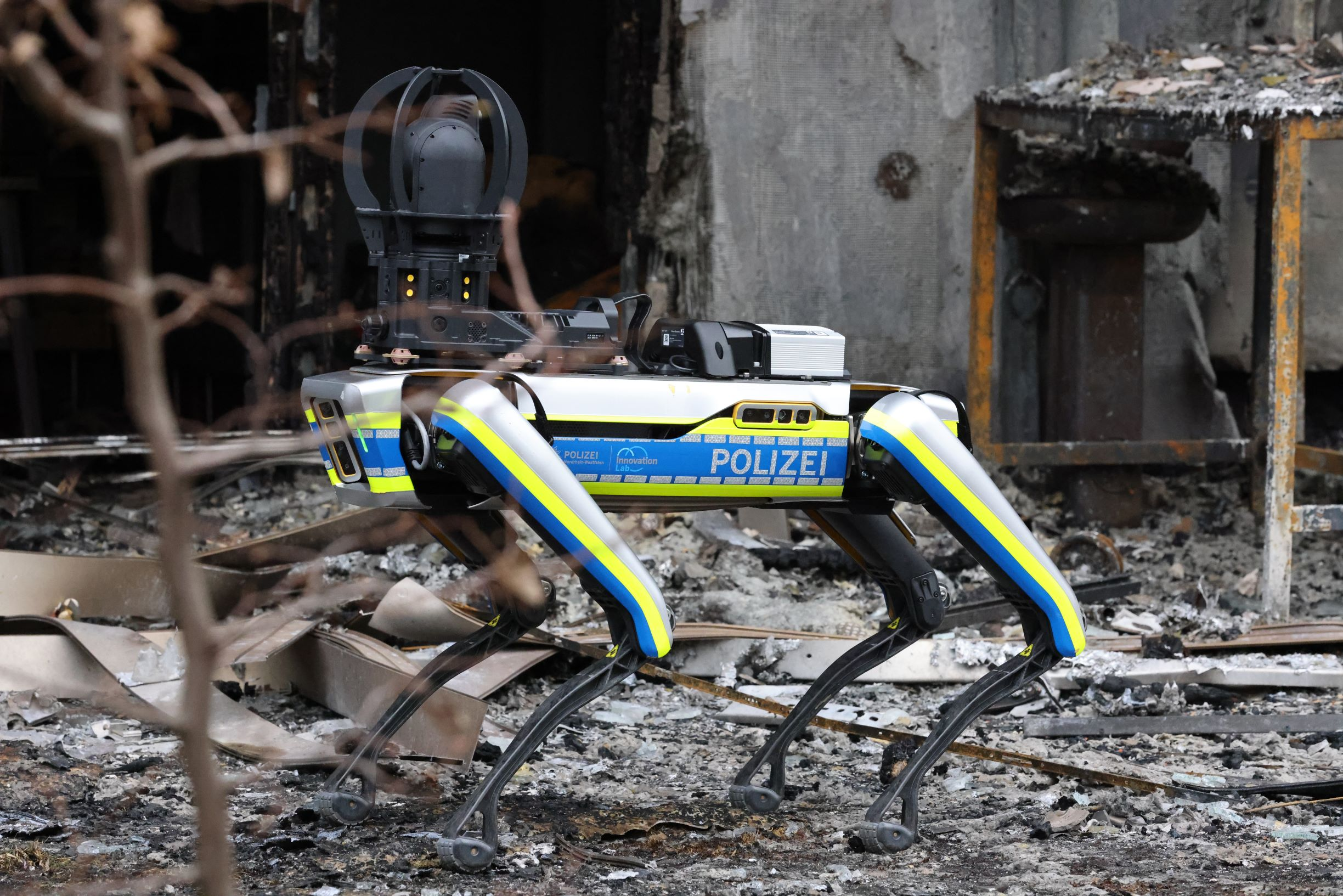
Roboterhund „Spot“ im Einsatz

Als zentrales Kompetenzzentrum für die Bereiche Informations- und Kommunikationstechnik, Technik, Einsatz, Verkehr, sowie Führung und Steuerung, Recht, Liegenschafts-, Haushalts- und Wirtschaftsangelegenheiten, Kommunikation und Digitalfunk, unterstützt das LZPD NRW die 47 nachgeordneten Kreispolizeibehörden und führt mit dem LAFP NRW und dem LKA NRW die Fachaufsicht. Über die Ernennung des Direktors beschließt das Landeskabinett. Zu den Aufgaben des LZPD NRW gehört die Beschaffung von Uniformen, Waffen, Streifenwagen, Computern, Schiffen, Hubschraubern, Drohnen und sonstiger Ausstattung.
Operative Aufgaben werden dabei u. a. über die landesweite Kräfte- oder Einsatzkoordinierung, eine rund um die Uhr besetzte Landesleitstelle, die Polizeifliegerstaffel, das Kompetenzzentrum Drohnen, die Verkehrssicherheitsarbeit sowie eine Zentrale Informationsstelle Sporteinsätze abgebildet.t.
2022 wurde in Duisburg das Innovation Lab eröffnetet, in dem die nordrhein-westfälische Polizei als Teil der Digitalstrategie ihre Zukunft erforscht. Die Bandbreite reicht dabei vom Beobachten und Bewerten neuer Technologien bis zur eigenständigen Entwicklung neuer technischer Prototypen. Darüber hinaus ist das Innovation Lab eine Plattform, um mit Wirtschaft und Wissenschaft sowie anderen Sicherheitsbehörden zusammenzuarbeiten und Erfahrungen auszutauschen. Bundesweite mediale Aufmerksamkeit erregte im Februar 2022 der „Spot“ als hundeähnliche Roboter, der Brandermittler der Polizei in Essen nach einem Hochhausbrand unterstützte. Sein Potential und sein Nutzen für die Polizei wird beim Innovation Lab erforscht.

## Behördenleiter
- 2007–2016: Jürgen Mathies
- 2016–2020: Rainer Pannenbäcker
- 2020–2025: Thomas Roosen

## Organisation
Das LZPD NRW gliedert sich in Behördenleitung, Leitungsstab, sowie fachlich in sechs Abteilungen (Zentralabteilung, Abteilungen 1–5). Das LZPD NRW hat rund 1700 Mitarbeitende, die in über 40 verschiedenen Berufen (u. a. Fluggeräte- oder Waffenmechanik, Kfz-Mechatronik, Verwaltung, Recht und Wirtschaft, Kommunikationstechnik, Informatik, Maschinenbau, Ingenieurwesen, Elektrotechnik, Nachrichtentechnik) tätig sind.
Das Landesamt für Zentrale Polizeiliche Dienste NRW ist ein Ausbildungsbetrieb und bietet außerdem duale Studiengänge an. 

## Standorte
Der zentrale Standort liegt mit drei Gebäuden am Duisburger Innenhafen an der Schifferstraße. 
Zusätzlich wird in Duisburg das Innovation Lab betrieben. Weitere Behördenstandorte gibt es in Bochum, Brühl, Dortmund, Düsseldorf, Köln, Linnich, Lünen, Selm und Wuppertal.